# Jack Reacher: Nevracej se
Jack Reacher: Nevracej se (v anglickém originále Jack Reacher: Never go back) je americký akční thrillerový film z roku 2016. Režie se ujal Edward Zwick, který spolupracoval na scénáři s Richardem Wenkem a Marshallem Herskovitzem. Je to sequel filmu Jack Reacher: Poslední výstřel z roku 2012. Ve snímku hrají Tom Cruise, Cobie Smulders, Patrick Heusinger, Aldis Hodge, Danika Yarosh a Holt McCallany.
Natáčení bylo zahájeno 20. října v New Orleans, kde měl film premiéru 16. října 2016. Do kin byl oficiálně uveden 21. října 2016, v České republice o den předem. Obdržel mix recenzí od kritiků. Vydělal přes 146 milionů dolarů.

## Obsazení
| Tom Cruise        | Jack Reacher                    |
| Cobie Smulders    | major Susan Turner              |
| Aldis Hodge       | kapitán Anthony Espin           |
| Danika Yarosh     | Samantha Dayton                 |
| Patrick Heusinger | asistent pracující pro Harkness |
| Holt McCallany    | plukovník Sam Morgan            |
| Austin Hebert     | Daniel Prudhomme                |
| Robert Catrini    | plukovník Bob Moorcroft         |
| Robert Knepper    | generál James Harkness          |

## Produkce
9. prosince 2013 společnosti Paramount Pictures a Skydance Productions potvrdily, že pracují na sequelu filmu Jack Reacher: Poslední výstřel. V květnu 2014 bylo oznámeno, že Tom Cruise se vrátí do role Jacka Reachera. V květnu 2015 bylo potvrzeno, že Edward Zwick film zrežíruje a bude spolupracovat na scénáři s Herskovizem a Wenkem. Zwick a Cruise spolu spolupracovali na filmu Poslední samuraj. V srpnu 2015 se k obsazení připojila Cobie Smulders, poté během září Danika Yarosh, Aldis Hodge, Patrick Heusinger a během října Holt McCallany a v listopadu Robert Catrini. V lednu 2016 byl Robert Knepper obsazen do role ředitele soukromé vojenské firmy. Natáčení bylo zahájeno 20. října 2015 v New Orleans v Louisaně. V lednu 2016 se natáčelo v St. Francisville.

## Přijetí
Film vydělal 57,5 milionů dolarů v Severní Americe a 89,4 milionů dolarů v ostatních oblastech, celkově tak vydělal 146,9 milionů dolarů po celém světě. Rozpočet filmu činil 60 milionů dolarů. V Severní Americe a Kanadě byl oficiálně uveden 21. října 2016, společně s filmy Boo! A Madea Halloween a Ouija: Origin of Evil. Výdělek byl projektován 20 milionů ze 3 780 kin za první víkend. Za první promítací den vydělal 1,3 milionů dolarů (z 1850 kin). Za první víkend docílil druhé nejvyšší návštěvnosti, kdy vydělal 23 milionů dolarů. Na první místě se umístil film Boo! A Madea Halloween, který utržil 27,6 milionů dolarů. Druhý víkend film vydělal 9,6 milionů dolarů a získal třetí nejvyšší návštěvnost, kdy se propadl díky nováčkovi, filmu Inferno.
Mimo Severní Ameriku byl film uveden do kin ve 42 zemí. Ve Velké Británii a Irsku film získal 3,3 miliony dolarů, ve Francii 2,8 milionů dolarů, v Austrálii 2 miliony dolarů, v Rusku 2 miliony dolarů, v Indonésii 1,9 milionů dolarů, na Tchaj-wanu 1,6 milionů dolarů a ve Spojených arabských emirátech 1,3 milionů dolarů.
Film získal převážně negativní recenze od kritiků. Na recenzní stránce Rotten Tomatoes získal ze 184 započtených recenzí 38 procent s průměrným ratingem 5,2 bodů z deseti. Na serveru Metacritic snímek získal z 43 recenzí 47 bodů ze sta. Na Česko-Slovenské filmové databázi snímek získal 65%.